# Mikroquasar

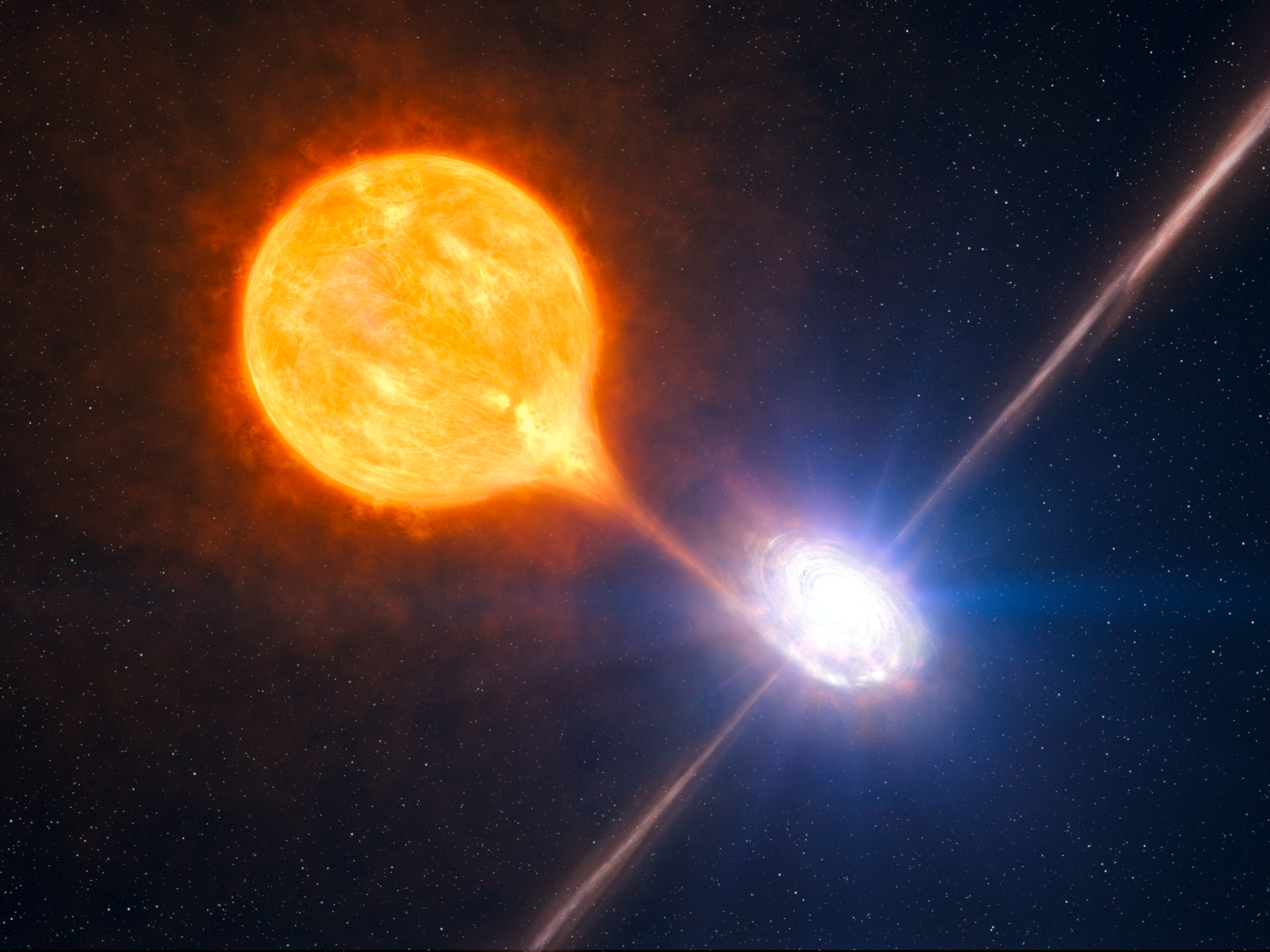
Künstlerische Darstellung eines Mikroquasars.

Mikroquasare sind astronomische Objekte, die aufgrund der beobachteten Eigenschaften als Miniaturausgaben von Quasaren betrachtet werden können.

## Charakteristika
Handelt es sich bei der kompakten Komponente definitiv um ein Schwarzes Loch, so verwendet man meist in der Terminologie den Begriff Mikroquasar oder auch Black Hole X-ray Binary (BHXB). Manchmal spricht man dennoch von Mikroquasaren, auch wenn die kompakte Komponente ein Neutronenstern sein könnte. Das erklärt sich dadurch, dass häufig nicht genau feststeht, um welches Objekt es sich bei der kompakten Komponente handelt. So wurde schon seit geraumer Zeit SS 433 als Mikroquasar bezeichnet, obwohl erst seit kurzem sicher ist, dass sich hier ein stellares Schwarzes Loch befindet. Die Differenzierung ob Neutronenstern oder Loch gelingt dann, wenn Astronomen die Masse der kompakten Komponente ableiten können (z. B. aus den Kepler-Gesetzen). Liegt sie oberhalb von etwa drei Sonnenmassen, handelt es sich ziemlich sicher um ein stellares Schwarzes Loch. Andere Objekte passen einfach nicht in die Beobachtungen und Modellvorstellungen.
Handelt es sich um einen akkretierenden Pulsar, also ein Neutronenstern als kompaktes Objekt, so hat sich für diese Röntgendoppelsternsysteme die Bezeichnung AXP eingebürgert. Dies steht für Accreting X-ray Pulsar (dt. akkretierender Röntgenpulsar).
Der Mikroquasar zeigt dabei ebenso wie ein Quasar, bei dem es sich um einen aktiven Galaxienkern mit einem supermassiven Schwarzen Loch handelt, starke und variable Radioemissionen, die häufig als Radiojets beobachtet werden können, sowie eine Akkretionsscheibe, die im optischen und Röntgenbereich sehr leuchtstark ist. Die Akkretionsscheibe bildet sich durch einen Materietransfer auf das kompakte Objekt aus.

## Entwicklungstheorien
Die am weitesten verbreitete Theorie geht davon aus, dass einer der beiden Sterne eines Doppelsternpaars am Ende seines Lebenszyklus, nach dem Kollaps zu einem Neutronenstern oder einem Schwarzen Loch, beginnt, durch sein extremes Schwerkraftfeld Materie von seinem Begleitstern abzusaugen und damit eine Akkretionsscheibe zu bilden. Unter gewissen Umständen ist der Materiefluss dabei so groß, dass die kompakte Komponente die Materie in Form von kollimierten Materiestrahlen, den sog. kosmischen Jets mit bis zu annähernd Lichtgeschwindigkeit ausstößt.
Weiterhin könnte man vermuten, dass ein Mikroquasar durch ein in ein Sternsystem wanderndes Schwarzes Loch entstehen kann.

## Beobachtungen und Vorkommen
Der Röntgensatellit GRANAT entdeckte 1994 in 40.000 Lichtjahren Entfernung GRS 1915+105 (= V1487 Aquilae). Der Mikroquasar besteht aus einem Stern mit etwa einer Sonnenmasse, der ein Schwarzes Loch mit einer ~14-fachen Sonnenmasse umkreist, und ist somit eines der bisher größten bekannten stellaren Schwarzen Löcher.
V5641 Sagittarii (= LS 5036) ist ein weiterer und mit einer Entfernung von 9.100 Lichtjahren wesentlich näherer Mikroquasar. Die zwei Radiojets sind etwa 2,6 Mrd. km lang. Das entspricht in etwa 2,6 Lichtstunden und würde projiziert auf unser Sonnensystem, beginnend von der Sonne, etwa bis zwischen Saturn und Uranus reichen.
Bei der Beobachtung von V5641 Sgr wurde jedoch festgestellt, dass dieser ziemlich schwach im Röntgenbereich strahlt. Dies könnte darauf hindeuten, dass künftige Suchanfragen viele solche röntgenschwachen Objekte als Quasare einordnen könnten. Sollte dies zutreffen, könnte es sein, dass ein wesentlicher, wenn auch nicht hauptsächlicher Teil der hochenergetischen Teilchen und Strahlungen in der Milchstraße auf Mikroquasare zurückzuführen ist.
Der nächste bekannte Mikroquasar und dessen Schwarzes Loch ist V4641 Sagittarii, in nur etwa 1.500 Lichtjahre von der Erde entfernt.

## Beispiele in der Milchstraße
Weitere bekannte Mikroquasare in der Milchstraße sind: Cyg X-1, Cyg X-3, Cir X-1, XTE J1748-288, LS 5039, GRO J1655-40, GRS 1915+105, SS 433, XTE J1550-564 und Sco X-1.

## Ultraleuchtkräftige Röntgenquellen in anderen Galaxien
Aufgrund der anisotropen Ausrichtung der Jets und der relativistischen Effekte kommt es zu einer Bündelung der Strahlung in Richtung der Jets. Es wird daher vermutet, dass die ultrahellen Röntgenquellen in anderen Galaxien Mikroquasare sind, deren Jets genau auf die Erde ausgerichtet sind. Der Begriff ultraleuchtkräftige Röntgenquellen kommt daher, dass die Leuchtkraft die Eddington-Grenze von schwarzen Löchern mit stellaren Massen übersteigt.

## Mikroquasare als Gammastrahlendoppelsterne
Gammastrahlendoppelsterne emittieren elektromagnetische Strahlung mit Energien oberhalb von 200 keV. Die Gammastrahlung im Fall der Mikroquasare ist dabei das Ergebnis einer inversen Compton-Streuung von Ultraviolettstrahlung mit geladenen Partikeln am relativistischen Jet des Mikroquasars. Dabei gibt es eine zeitliche Korrelation zwischen der Radiostrahlung und der Gammastrahlung. Die Gammastrahlung tritt immer mit einer Zeitverzögerung von einigen Tagen auf und die inversen Compton-Streuung dürfte daher in den äußeren Bereichen des Jets auftreten. Die Energie der Gammastrahlung kann dabei Werte von 1036 erg (1029 J) und liegt damit in der Größenordnung der emittierten Röntgenstrahlung.

## Bedeutung für die Astronomie
Von besonderem Interesse bei Mikroquasaren sind die relativistischen Radiojets. Die Jets bilden sich nahe dem Schwarzen Loch, so dass die Zeitskalen von Veränderungen proportional zur Masse des Schwarzen Lochs erfolgen. Ein gewöhnlicher Quasar hat bis zu mehrere Millionen Sonnenmassen und Mikroquasare manchmal nur wenige Sonnenmassen.
Aufgrund der sehr unterschiedlichen Massenskalen zwischen Quasaren und Mikroquasaren kann die zeitliche Variabilität solcher Jets anhand von Mikroquasaren gleichsam im Zeitraffer studiert werden. So entsprechen Veränderungen der Jets eines Mikroquasars innerhalb eines Tages oft der Veränderung der Jets eines Quasars in Jahrhunderten. Durch diese im Vergleich zu Quasaren relativ schnelle Abstrahlung beobachteter Teilchen und Ausbildung der Jets ist es möglich, Mikroquasare und deren Veränderungen in viel kürzeren Perioden wissenschaftlich zu beobachten.